# Classe Almirante Latorre
La classe Almirante Latorre était composée de deux cuirassés (Espagnol: acorazados) construits par la société britannique Armstrong Whitworth pour le compte de la Marine chilienne (Armada de Chile). Seul l'Almirante Latorre fut terminé en tant que cuirassé, l'autre, l'Almirante Cochrane fut transformé en porte-avions. Les deux navires furent vendus à la Royal Navy avant la fin de leur construction et furent renommés HMS Canada et HMS Eagle. Sous leurs noms chiliens, ils honoraient les amiraux (almirantes) Juan José Latorre (en) et Thomas Cochrane.
À la fin du XIXe siècle et au début du XXe siècle, le Chili fut impliqué dans une course aux armements navals en Amérique du Sud. Lorsque l'Argentine commanda deux cuirassés en réponse à l'acquisition par le Brésil de deux dreadnoughts, le Chili considéra qu'il ne pouvait pas se laisser distancer. Malgré les pressions américaines pour obtenir les contrats de construction, les deux cuirassés furent construits au Royaume-Uni, probablement du fait des liens traditionnels entre les deux pays. Avant leur lancement, l'Almirante Latorre et l'Almirante Cochrane furent achetés par la Royal Navy lors du déclenchement de la Première Guerre mondiale.
L'Almirante Latorre dont la construction était plus avancée que celle de son sister-ship fut mis en service au sein de la Royal Navy en octobre 1915 en tant qu'HMS Canada. Il servit au sein de la Grand Fleet et participa à la bataille du Jutland. Après la guerre, il fut placé en réserve avant d'être revendu au Chili en 1920 en tant qu'Almirante Latorre. Son équipage déclencha une mutinerie en 1931. Après une refonte importante en 1937, il patrouilla la côte chilienne durant la Seconde Guerre mondiale avant d'être démoli en 1959.
Après son achat par le Royaume-Uni, la construction de l'Almirante Cochrane fut stoppée jusqu'en 1918 quand il fut décidé de le convertir en porte-avions. Après de nombreux retards, il fut mis en service en février 1924. Il servit au sein de la Mediterranean Fleet et de la China Station durant l'entre-deux-guerres et participa aux opérations militaires dans l'Atlantique et la Méditerranée durant la Seconde Guerre mondiale avant d'être coulé en août 1942 lors de l'opération Pedestal.

## Contexte

### Rivalité frontalière entre l'Argentine et le Chili
Les tensions entre l'Argentine et le Chili concernant la Patagonie remontaient aux années 1840. En 1872 et en 1878, les navires de guerre chiliens saisirent les navires marchands qui avaient été autorisés par l'Argentine à naviguer dans la zone contestée. Les navires de guerre argentins firent de même en 1877. Ces actions manquèrent de dégénérer en une guerre ouverte en novembre 1877 lorsque l'Argentine détacha une escadre navale dans le Río Santa Cruz. Le Chili répondit en envoyant ses propres navires et la guerre fut évitée de justesse par la signature d'un accord. La campagne du désert en l'Argentine et l'implication du Chili dans la guerre du Pacifique détournèrent les tensions mais à partir de 1890, une véritable course aux armements commença entre les deux pays,.
Les deux camps commencèrent à commander des navires de guerre au Royaume-Uni. Le Chili débloqua 3 129 500 £ pour financer sa flotte qui se composait de deux cuirassés à coque en fer datant des années 1870, l'Almirante Cochrane et le Blanco Encalada et d'un croiseur protégé. Le cuirassé Capitán Prat, deux croiseurs protégés et deux torpilleurs furent commandés et leur construction commença en 1890. L'Argentine répondit peu après en commandant deux cuirassés, l'ARA Independencia et l'ARA Libertad. La course se poursuivit tout au long des années 1890 même après la guerre civile chilienne ; les deux pays commandant à chaque fois des navires un peu plus puissants que ceux du rival. Les Argentins firent monter les enchères en juillet 1895 en rachetant le croiseur cuirassé Garibaldi, à l'Italie. Le Chili répliqua en commandant son propre croiseur cuirassé, le O'Higgins, et six torpilleurs ; l'Argentine commanda rapidement un autre croiseur à l'Italie et en acheta par la suite deux autres.
La course ralentit quelque peu après que la souveraineté de la région disputée de la Puna de Atacama fut accordée à l'Argentine en 1899 après les efforts de l'ambassadeur américain en Argentine, William Paine Lord (en) mais de nouveaux navires furent commandés par l'Argentine et le Chili en 1901. L'Argentine commanda deux croiseurs cuirassés de la classe Rivadavia à l'Italie et le Chili passa commande pour deux pré-dreadnoughts de la classe Constitución. L'Argentine continua de négocier avec la compagnie italienne Ansaldo dans le but d'acquérir deux cuirassés plus puissants.
La querelle inquiétait le gouvernement britannique qui avait d'importants intérêts commerciaux dans la région. Par l'intermédiaire de son ambassadeur au Chili, il entama des négociations entre les deux pays. Celles-ci débouchèrent le 28 mai 1902 sur la signature de trois accords. Le troisième limitait les armements navals des deux nations ; au cours des cinq années suivantes le Chili et l'Argentine ne pouvaient pas acheter de nouveaux navires de guerre sans donner un préavis de dix-huit mois à son voisin. Le Royaume-Uni acheta les deux cuirassés chiliens et le Japon acquit les deux croiseurs cuirassés argentins ; les deux cuirassés argentins ne furent jamais construits. Deux croiseurs argentins et le Capitán Prat chilien furent demilitarisés.
Dans le même temps, la marine brésilienne entra dans une phase de déclin causée par la révolution de 1889 qui renversa l'empereur Pierre II et la guerre civile de 1893,. Au début du XXe siècle, la flotte brésilienne se retrouvait distancée par les marines argentine et chilienne à la fois en termes de tonnage et de qualité en dépit du fait que la population brésilienne était trois fois plus importante que celle de l'Argentine et cinq fois plus que celle du Chili,.

### Course aux armements

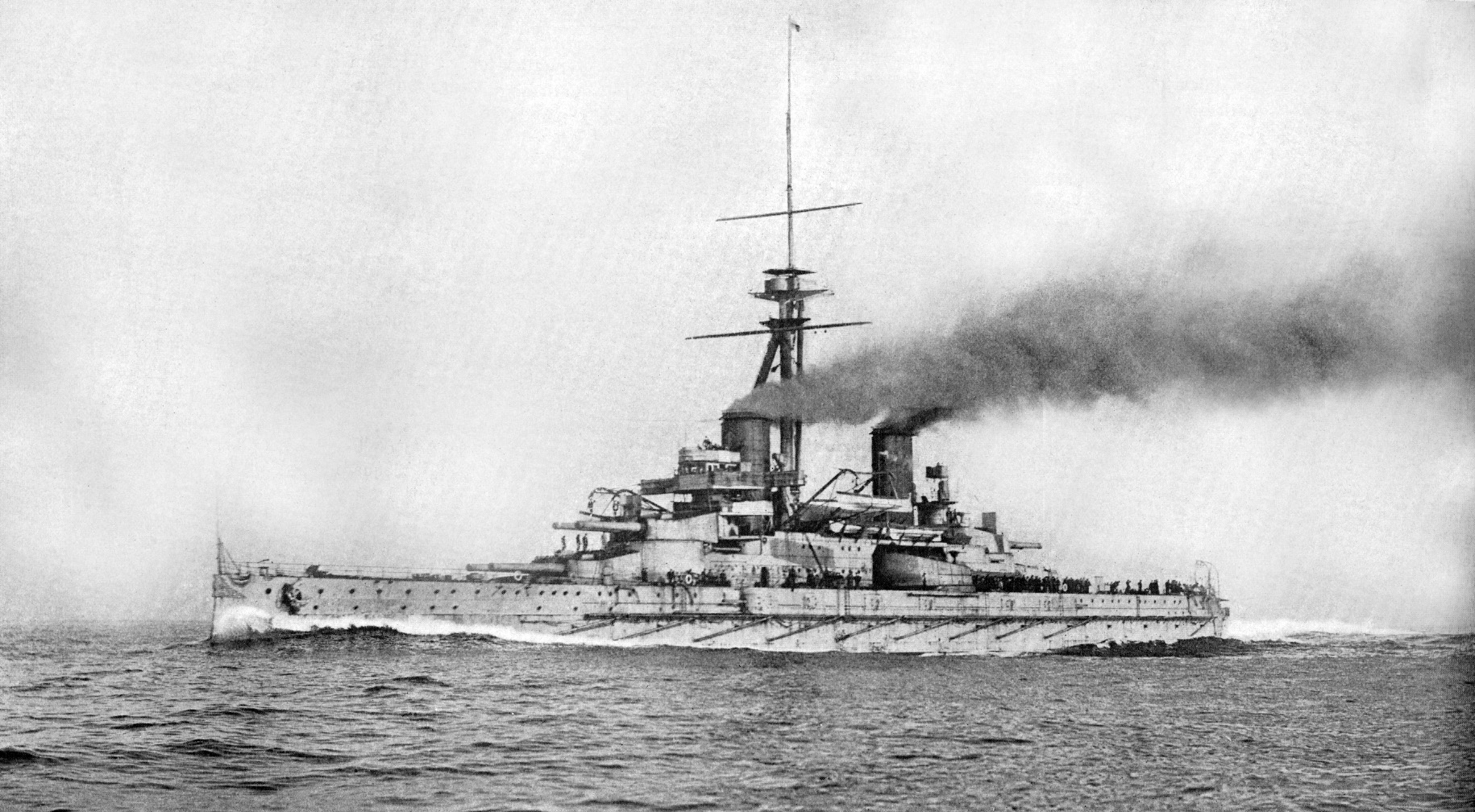
La commande par le Brésil de deux dreadnoughts (classe Minas Geraes) déclencha une course aux armements avec l'Argentine et le Chili.

À partir de 1904, le Brésil, le plus grand et le plus peuplé des états sud-américains, commença à réfléchir à une modernisation de sa flotte dont le tonnage était passé derrière celui de l'Argentine et du Chili. La hausse de la demande mondiale en café et en caoutchouc augmenta les revenus du pays et permirent cette mise à niveau,. Les deux cuirassés de la classe Minas Geraes construits au Royaume-Uni devaient former la colonne vertébrale de cette nouvelle flotte. La commande de ces puissants navires capables d'emporter le plus puissant armement de l'époque effraya l'Argentine et le Chili qui annulèrent immédiatement le pacte naval de 1902. L'ambassadeur américain au Brésil envoya un cablogramme au Département d'État dans lequel il s'inquiétait des conséquences d'une course aux armements qui pourrait déstabiliser la région.
L'Argentine et d'autres pays tentèrent d'éviter cette course en proposant d'acheter l'un des cuirassés mais le Brésil refusa. Après des tensions concernant la région du Río de la Plata et la colère de la presse, l'Argentine se lança dans un vaste plan de construction naval. À la suite d'un appel d'offres auprès de quinze chantiers navals des États-Unis, de Grande-Bretagne, d'Allemagne, de France et d'Italie, elle commanda deux dreadnoughts de la classe Rivadavia et une option sur un troisième aux États-Unis. L'Argentine commanda également douze destroyers à trois nations européennes. Pour faire face à cette acquisition de matériels modernes par son grand rival, le Chili voulut lancer un plan naval dès février 1906 mais ce dernier fut retardé par une crise économique causée par un effondrement du marché des nitrates et par un important tremblement de terre en 1908.

## Construction et vente au Royaume-Uni
Le 6 juillet 1910, le congrès chilien vota une loi accordant 400 000 £ à la marine pour l'achat de six destroyers, de deux sous-marins et de deux cuirassés nommés Almirante Latorre et Almirante Cochrane. Même avant que la décision ne soit officiellement annoncée, le Royaume-Uni était considéré comme le seul pays à avoir une chance de remporter le contrat. La marine chilienne était associée à la Royal Navy depuis les années 1830 lorsque des officiers chiliens avaient été entrainés au sein de la marine britannique avant de ramener leur expérience au Chili. Cette amitié avait récemment été renforcée par l'arrivée d'une mission navale britannique au Chili en 1911.
Cependant les États-Unis firent pression pour obtenir les contrats. Le gouvernement américain nomma Henry Prather Fletcher au poste d'ambassadeur américain au Chili en septembre 1910. Fletcher avait réussi à appliquer la "politique du dollar" du président William Howard Taft en Chine. Il attribua son accueil froid à la réminiscence de la crise de l'USS Baltimore : "On n'a pas répondu avec franchise à mes avances sur le sujet et je sens une opposition dissimulée. Sous des extérieurs très polis et courtois, il existe encore un sentiment d'irritation envers nous". L'attaché naval confirma cela et précisa qu'à moins d'une révolution, les contrats reviendraient au Royaume-Uni. En effet, les caractéristiques de l'appel d'offres étaient très proches de celles des navires britanniques. Fletcher demanda que les chantiers navals américains puissent faire des propositions et cette demande fut acceptée.
Au même moment, l'Allemagne annonça son intention d'envoyer le croiseur de bataille SMS Von der Tann dans une tournée en Amérique du Sud. Comme le navire était "largement présenté comme le plus rapide et le plus puissant des cuirassés existants", les États-Unis et le Royaume-Uni craignaient qu'il ne donne un avantage aux chantiers navals allemands et ils envoyèrent leurs propres navires. Le nouveau cuirassé USS Delaware entama une tournée de dix semaines au Brésil et au Chili et rapatria le corps de l'ambassadeur chilien aux États-Unis récemment décédé ; les Britanniques firent de même avec un escadron de croiseurs cuirassés. Le capitaine de l'USS Delaware reçut l'ordre de laisser un accès total aux Chiliens même s'il ne pouvait pas préciser toutes les caractéristiques du nouveau système de contrôle de tir. Comme argument supplémentaire les Américains promirent d'accorder un prêt de 25 millions de $ au Chili.

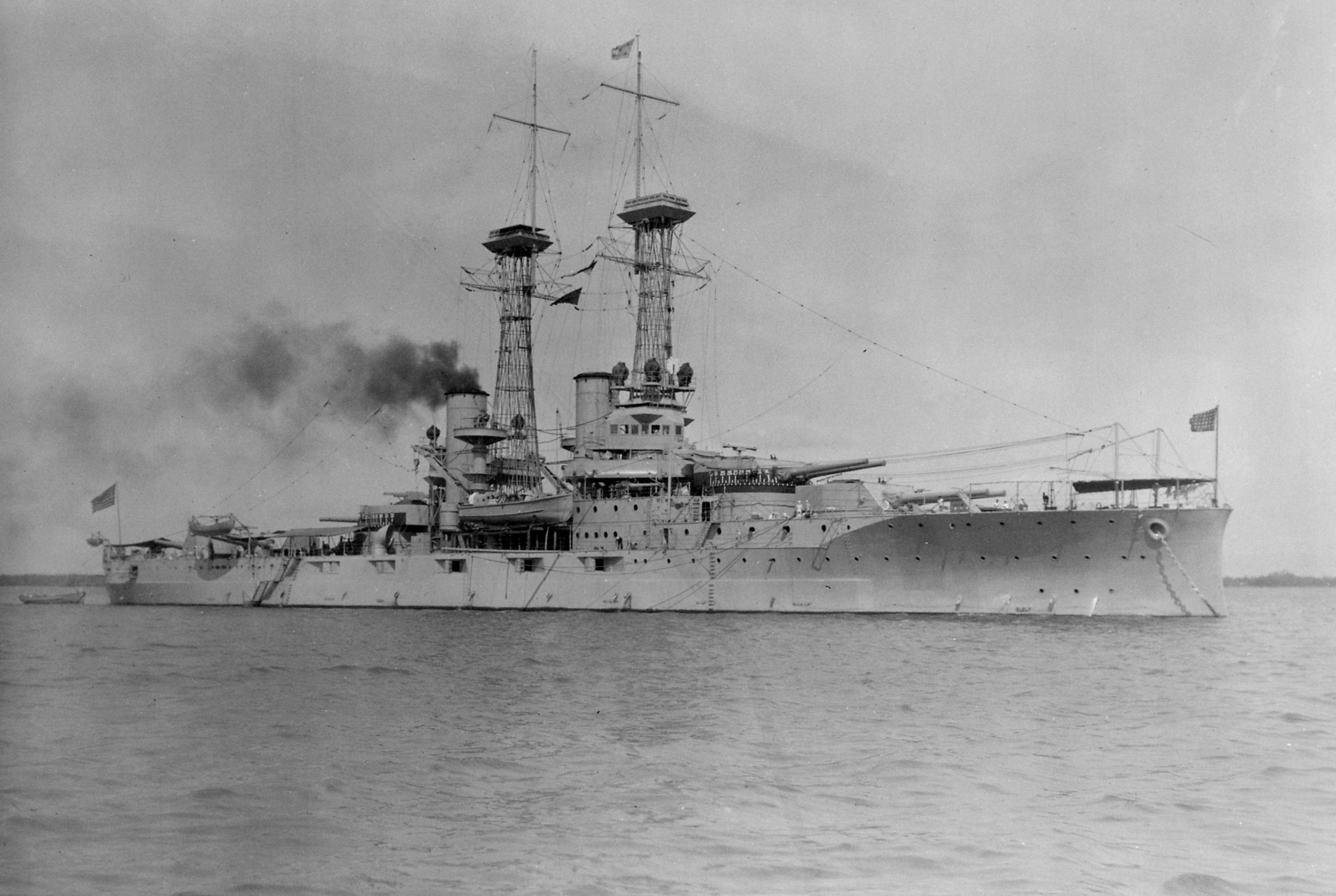
L' fut envoyé au Brésil et au Chili au début de l'année 1911 pour que les contrats soient attribués aux chantiers navals américains.

Finalement les efforts américains ne furent pas concluants. La décision finale revenait à choisir entre les propositions américaine et britannique et avec un prêt de la famille Rothschild, le Chili accorda un contrat à la société Armstrong Whitworth britannique le 25 juillet 1911. Le dessin du navire avait été réalisé par J.R. Perret qui avait également conçu le Rio de Janeiro brésilien. Les États-Unis espéraient toujours que le Chili allait commander des canons de 356 mm pour l'artillerie principale du cuirassé mais ces derniers furent achetés pour servir d'artillerie côtière. Le contrat pour le second dreadnought fut accordé à Armstrong en juin 1912. Six destroyers de la classe Almirante Lynch furent commandés en 1911 à J. Samuel White pour accompagner les nouveaux dreadnoughts. Avant le début de la construction, le dessin de l'Almirante Latorre fut modifié pour lui permettre d'emporter seize canons de 152 mm au lieu de vingt-deux canons de 119 mm. Cette modification accroissait le déplacement de 610 t pour un total de 28 449 t, le tirant d'eau de 170 mm, et diminuait la vitesse du navire de 0,47 km/h à 42,13 km/h.
Officiellement commandé le 2 novembre 1911, la quille de l'Almirante Latorre fut posée le 27 novembre, et le cuirassé était le plus grand navire qu'Armstrong avait construit. Le second cuirassé fut commandé le 29 juillet 1912 et sa construction commença uniquement le 23 janvier 1913 car le Rio de Janeiro occupait la pente douce dans laquelle il devait être construit. Le New York Tribune (2 novembre 1913) et Proceedings (mai et juin 1914) rapportèrent que la Grèce avait passé un accord pour acheter le premier cuirassé afin de contrebalancer l'acquisition par l'Empire ottoman du Rio de Janeiro brésilien, mais malgré la volonté grandissante au Chili de vendre l'un ou les deux cuirassés, aucun accord ne fut signé,.
L'Almirante Latorre fut lancé le 27 novembre 1913, lors d'une cérémonie à laquelle participèrent divers dignitaires et qui fut présidée par l'ambassadeur chilien au Royaume-Uni, Agustin Edwards. Le navire fut baptisé par l'épouse de l'ambassadeur, Olga Budge de Edwards et pesait 10 900 t à ce moment. Après le déclenchement de la Première Guerre mondiale en Europe, les travaux sur l'Almirante Latorre s'arrêtèrent en aout 1914 et le cuirassé fut officiellement acheté le 9 septembre quatre jours après que le cabinet britannique l'eut recommandé,,,. L'Almirante Latorre ne fut pas saisi de force comme les navires Reshadieh et Sultan Osman I (ex-Rio de Janeiro) construits pour l'Empire ottoman du fait du statut de "neutralité amie" dont jouissait le Chili en Grande-Bretagne. L'ancien navire chilien fut complété le 30 septembre 1915 et fut mis en service au sein de la Royal Navy le 15 octobre. La construction de l'autre navire, l'Almirante Cochrane fut arrêtée après le début des hostilités. Les Britanniques le rachetèrent le 28 février 1918 pour en faire un porte-avions car le navire non complété était la seule coque suffisamment grande et rapide pouvant accueillir un pont à être disponible. La faible priorité du projet et les grèves dans les chantiers navals ralentirent la construction du navire.

## Service
L'Almirante Latorre fut renommé HMS Canada et reçut quelques modifications avant d'entrer en service. L'armement du navire fut achevé le 20 septembre 1915, et fut mis en service dans la Royal Navy le 15 octobre. Il servit initialement dans le 4e Battle Squadron de la Grand Fleet et combattit lors de la Bataille du Jutland le 31 mai et le 1er juin 1916. Il tira 42 obus de 356 mm et 109 obus de 152 mm au cours de la bataille mais ne subit aucun dégât. Le HMS Canada fut transféré dans le 1er Battle Squadron le 12 juin 1916. Il reçut de nouvelles modifications en 1917 et 1918 et fut mis en réserve en mars 1919.

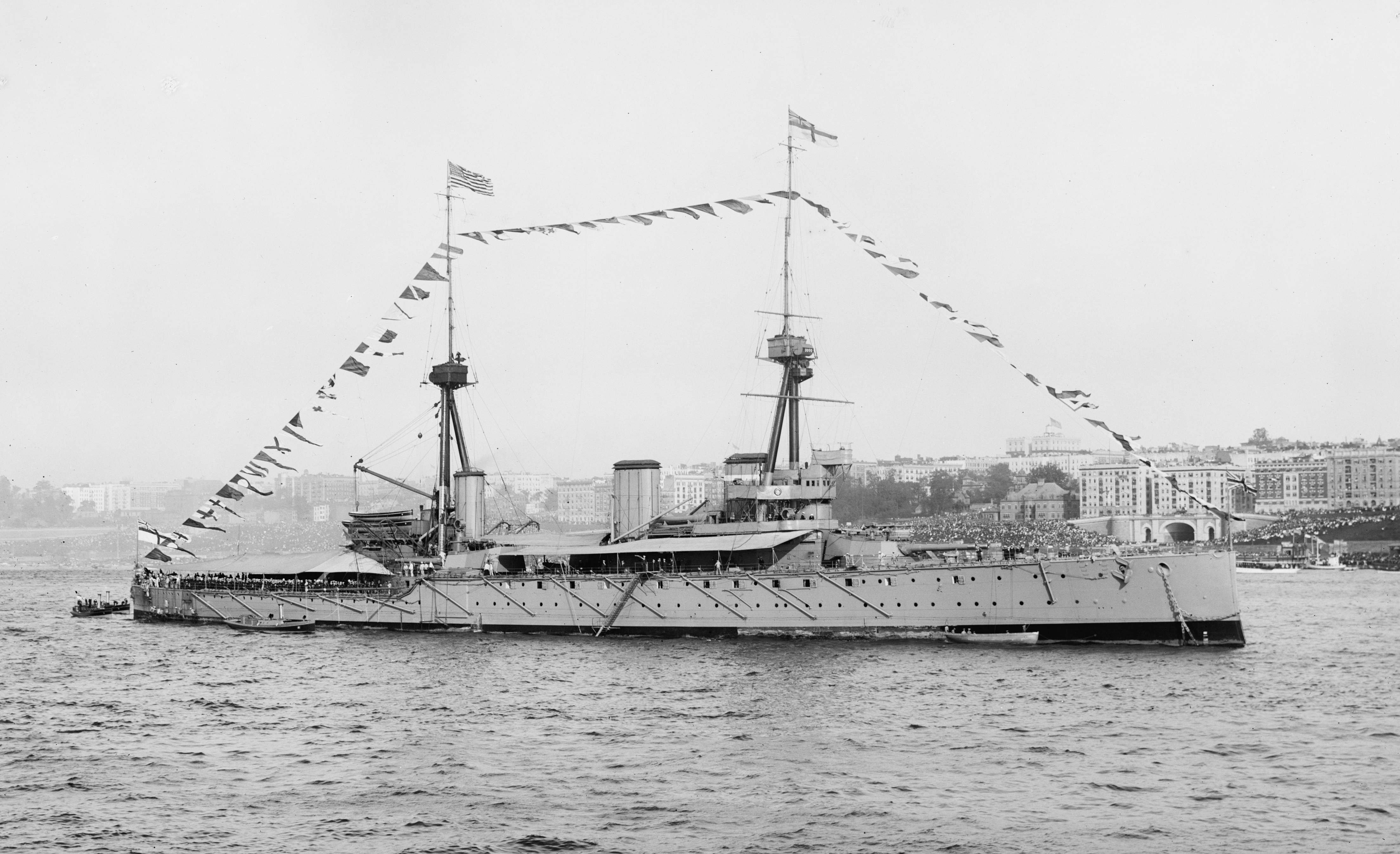
L'HMS Inflexible aurait été l'un des deux cuirassés de la classe Invincible vendu au Chili mais des considérations financières et une importante opposition empêchèrent cet achat.

Après la fin de la guerre en Europe, le Chili chercha à obtenir de nouveaux navires pour renforcer sa flotte et le Royaume-Uni cherchait à céder de nombreux navires en surplus. Cette action inquiéta les nations d'Amérique du Sud qui craignaient que le Chili ne retrouve son titre de "première nation navale d'Amérique du Sud" et que cela ne déclenche une nouvelle course aux armements. Le Chili demanda l'Almirante Cochrane en plus du HMS Canada mais précisait qu'il ne l'achèterait pas à moins que le navire ne soit reconstruit sous sa forme originale. Les Britanniques stoppèrent les travaux sur le navire incomplet et réfléchirent à la proposition en octobre 1919. Cependant, le cout de la reconstruction était estimé à 2,5 millions de livres, à comparer au profit potentiel de 1,5 million et la Royal Navy souhaitait tester le concept de porte-avions. Par conséquent la vente ne fut pas réalisée et l'Almirante Latorre fut complété sous le nom de HMS Eagle ,.
En avril 1920, le Chili acheta uniquement le Canada et quatre destroyers qui avaient tous été commandés par le Chili avant la guerre mais avaient été réquisitionnés par les Britanniques. Le remplacement de l'Almirante Latorre comprenait les deux croiseurs de la classe Invincible mais une fuite dans la presse déclencha un tumulte de protestations. L'opposition la plus visible était formée par un groupe d'officiers de la marine qui s'opposait publiquement à tout achat et militait une "nouvelle marine" basée sur les sous-marins et les avions. Ils avançaient que ces armes avaient un cout inférieurs et seraient plus efficaces pour défendre le long littoral chilien contre les menaces externes. Les navires ne furent pas achetés pour des raisons budgétaires mais les avions ne furent pas non plus.

### L'Almirante Latorredans la marine chilienne

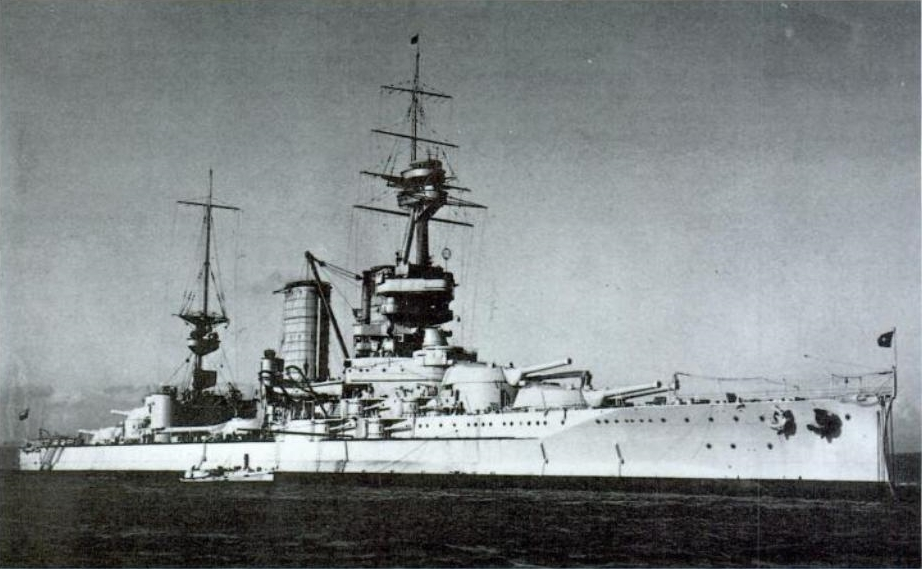
L'Almirante Latorre dans les années 1930.

L'HMS Canada retrouva son nom d'Almirante Latorre lors de sa rétrocession au gouvernement chilien le 27 novembre 1920. Il quitta Plymouth le même jour avec deux destroyers et ils arrivèrent au Chili le 20 février 1921 où ils furent accueillis par le président chilien Arturo Alessandri. Le cuirassé devint le navire-amiral de la marine. Alessandri utilisa fréquemment le navire pour diverses fonctions dont sa visite à Vallenar touché par un tremblement de terre en 1922, et à Talcahuano pour l'inauguration d'un nouveau chantier naval en 1924. En 1925, après la chute de la Junte de janvier, le navire fut utilisé par Alessandri lors de son retour d'exil. En septembre, le dernier mois de son mandat, Alessandri reçut le Prince de Galles Édouard à bord du navire.
L'Almirante Latorre fut envoyé au Royaume-Uni pour être modernisé au chantier naval de Devonport en 1929. Les modifications durèrent plus longtemps que prévu et le navire ne rentra à Valparaíso que le 12 avril 1931. Peu après son retour, les marins de l'Almirante Latorre organisèrent une importante mutinerie. Celle-ci était la conséquence des problèmes financiers issus de la Grande Dépression et d'une récente baisse des salaires. La plupart des navires de la flotte rejoignirent l'Almirante Latorre dans sa mutinerie mais se rendirent cinq jours plus tard lorsqu'une attaque aérienne fut organisée par les forces gouvernementales,,.
Le Chili étant touché de plein fouet par la crise économique, l'Almirante Latorre fut désactivé à Talcahuano en 1933 pour réduire les dépenses et seul un équipage réduit était chargé de maintenir en état le navire jusqu'au milieu des années 1930. Peu après l'attaque de Pearl Harbor par le Japon, les États-Unis approchèrent le Chili pour acheter l'Almirante Latorre, deux destroyers et un sous-marin afin de renforcer l'US Navy mais l'offre fut déclinée,. L'Almirante Latorre fut utilisé lors de la Seconde Guerre mondiale pour patrouiller dans les eaux chiliennes. Il resta actif jusqu'en 1951 lorsqu'un accident dans la salle des machines tua trois marins. Stationné à Talcahuano le navire fut utilisé pour stocker du carburant. Il fut retiré du service en octobre 1958 et vendu en février 1959 pour être démoli au Japon,. Le vieux dreadnought fut pris en charge par le remorqueur Cambrian Salvos le 29 mai 1959, et arriva à Yokohama à la fin du mois d'aout,, même si le processus de démolition ne commença pas immédiatement après son arrivée.

### L'Almirante Cochrane/HMSEagledans la marine britannique

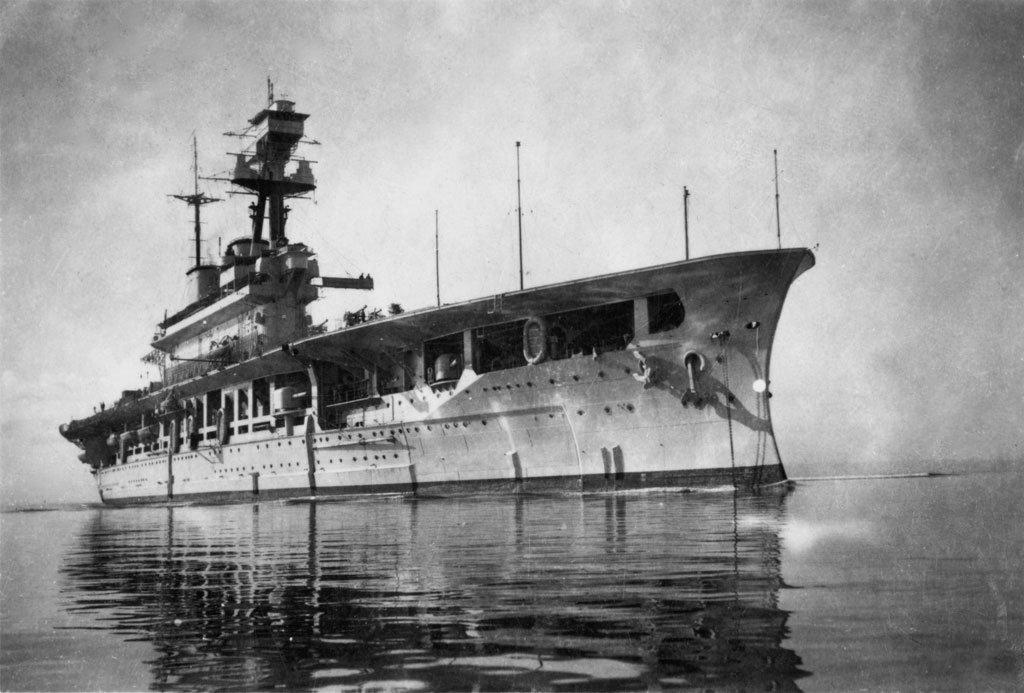
Le HMS Eagle en Méditerranée où il sera coulé en aout 1942

Le HMS Eagle fut utilisé dans des essais durant toutes les années 1920. Comme le concept de porte-avions était encore relativement nouveau, les leçons apprises furent incorporées dans les refontes de 1921 et 1923. Ses essais officiels furent conduits en septembre 1923 et il fut mis en service le 26 février 1924. Le nouveau navire fut déployé au sein de la Mediterranean Fleet en juin et alterna des modifications en 1926 et 1929 avec son service en Méditerranée jusqu'en 1931 où l'HMS Eagle fut envoyé pour représenter le Royaume-Uni lors d'une tournée en Amérique du Sud. Entre ses deux refontes importantes en 1931-1932 et 1936, l'HMS Eagle fut envoyé au sein de la China Station et il resta en Extrême-Orient jusqu'au déclenchement de la guerre en septembre 1939. Au cours des sept mois suivants, l'HMS Eagle fut utilisé pour réaliser des patrouilles en Asie mais l'explosion d'une de ses bombes sur son pont d'envol en mars 1940 le força à subir des réparations à Singapour. Peu après, le porte-avions fut déployé en Méditerranée où il escorta les convois jusqu'en mai 1941 lorsqu'il fut envoyé à Gibraltar. Il passa les mois suivants à patrouiller dans l'Atlantique Sud contre les corsaires allemands.
En septembre, un violent incendie endommagea l'HMS Eagle et il dut rentrer au Royaume-Uni. Les réparations durèrent d'octobre 1941 à février 1942 puis il fut rapidement envoyé en renfort de la Force H. Il fut utilisé pour convoyer des avions de chasse à Malte alors assiégé par les forces de l'Axe. Durant cette mission, il fut touché par quatre torpilles tirées par le sous-marin allemand U-73 et coula en quatre minutes le 11 aout 1942.

## Caractéristiques
L'Almirante Latorre ressemblait fortement aux navires britanniques de la classe classe Iron Duke ; le navire chilien était plus long, avait un gaillard plus petit, un plus grand bastingage et une plus grande cheminée à proximité du mat arrière. Le navire avait un déplacement standard de 28 600 t et de 32 120 t à pleine charge. Avec une longueur hors-tout de 201 m, il était 12 m plus long que les navires de la classe Iron Duke, il avait maître-bau de 28 m et un tirant d'eau de 8,8 m.
L'artillerie principale du navire était composée de dix canons de 356 mm montés en cinq tourelles doubles. La disposition était la même que celle des cuirassés de la classe Iron Duke avec deux tourelles superposées à l'avant et à l'arrière et une tourelle centrale au centre du navire. Fabriqués par Elswick Ordnance Company les canons étaient capables d'envoyer un obus de 719 kg à la vitesse de 764 m/s à une distance maximale de 22 300 m. Ils pouvaient s'élever de -5° à +20°. Quatorze canons avaient été réalisés, dix furent montés sur l'Almirante Latorre et quatre étaient gardés en réserve. Ces derniers étaient gardés par le Royaume-Uni et furent mis à la ferraille en 1922. L'artillerie secondaire était initialement composée de seize canons de 152 mm, de deux canons de 76 mm anti-aériens, de quatre canons de 47 mm et de quatre tubes lance-torpilles de 533 mm sous la ligne de flottaison. Les deux canons de 152 mm situés à l'arrière furent retirés en 1916 car ils souffraient du souffle des canons de 356 mm situés au milieu du navire,. Durant la refonte de 1929 au Royaume-Uni, quatre canons anti-aériens furent installés à l'arrière de la superstructure,. Les canons réalisés pour l'Almirante Cochrane furent gardés en réserve pour un usage possible sur l'Almirante Latorre.
L'Almirante Latorre était propulsé par des turbines à vapeur fabriquées par Brown-Curtis et Parsons qui développaient 37 000 hp. Ces dernières entrainaient quatre hélices qui propulsaient le navire à la vitesse de 42,13 km/h. 3 200 t de charbon et 510 t de mazout pouvaient être emportés, ce qui donnait un rayon d'action maximum théorique de 8 100 km à la vitesse de 19 km/h.
Le blindage du cuirassé était composé d'une ceinture principale épaisse de 230 mm à 100 mm et d'un pont épais de 100 mm à 25 mm. Les barbettes étaient protégées par un blindage d'une épaisseur allant de 250 mm à 100 mm. La face avant des tourelles avait une épaisseur de 250 mm.

## Les dreadnoughts sud-américains

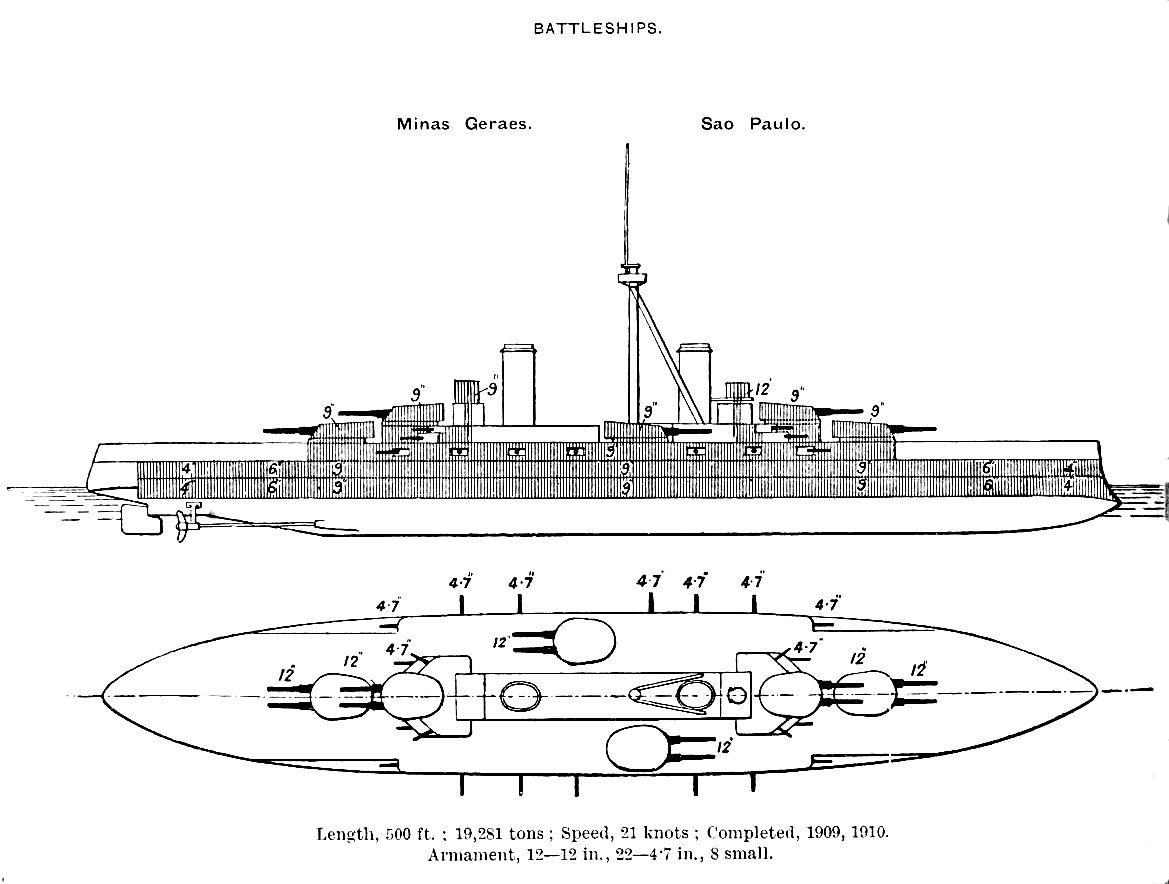
La classe Minas Geraes fut conçue, construite et complétée avant les autres dreadnoughts sud-américains mais les navires étaient plus petits et moins bien armés. Deux autres dreadnoughts, le Rio de Janeiro et le Riachuelo furent planifiés pour corriger cela mais le premier fut vendu à l'Empire ottoman lorsque les finances brésiliennes déclinèrent et le second fut annulé lors du déclenchement de la Première Guerre mondiale,.

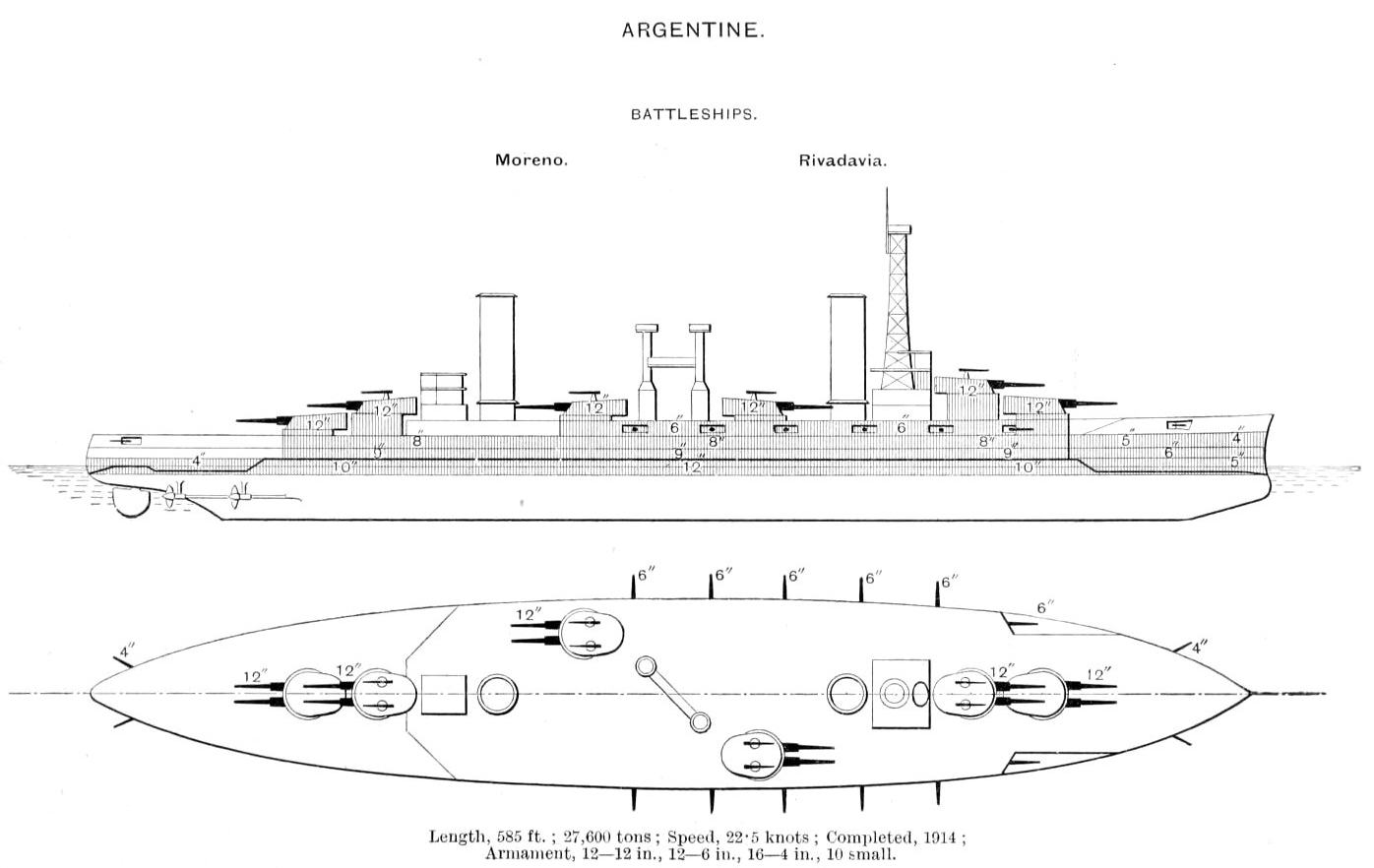
La classe Rivadavia était la seconde classe de dreadnoughts achetée par un pays sud-américain et la seule à ne pas avoir été construite par une société britannique. Commandée en réponse à la classe Minas Geraes, elle était équipée de la même artillerie principale que les navires brésiliens (305 mm) mais les cuirassés argentins étaient bien plus grands et protégés,,.

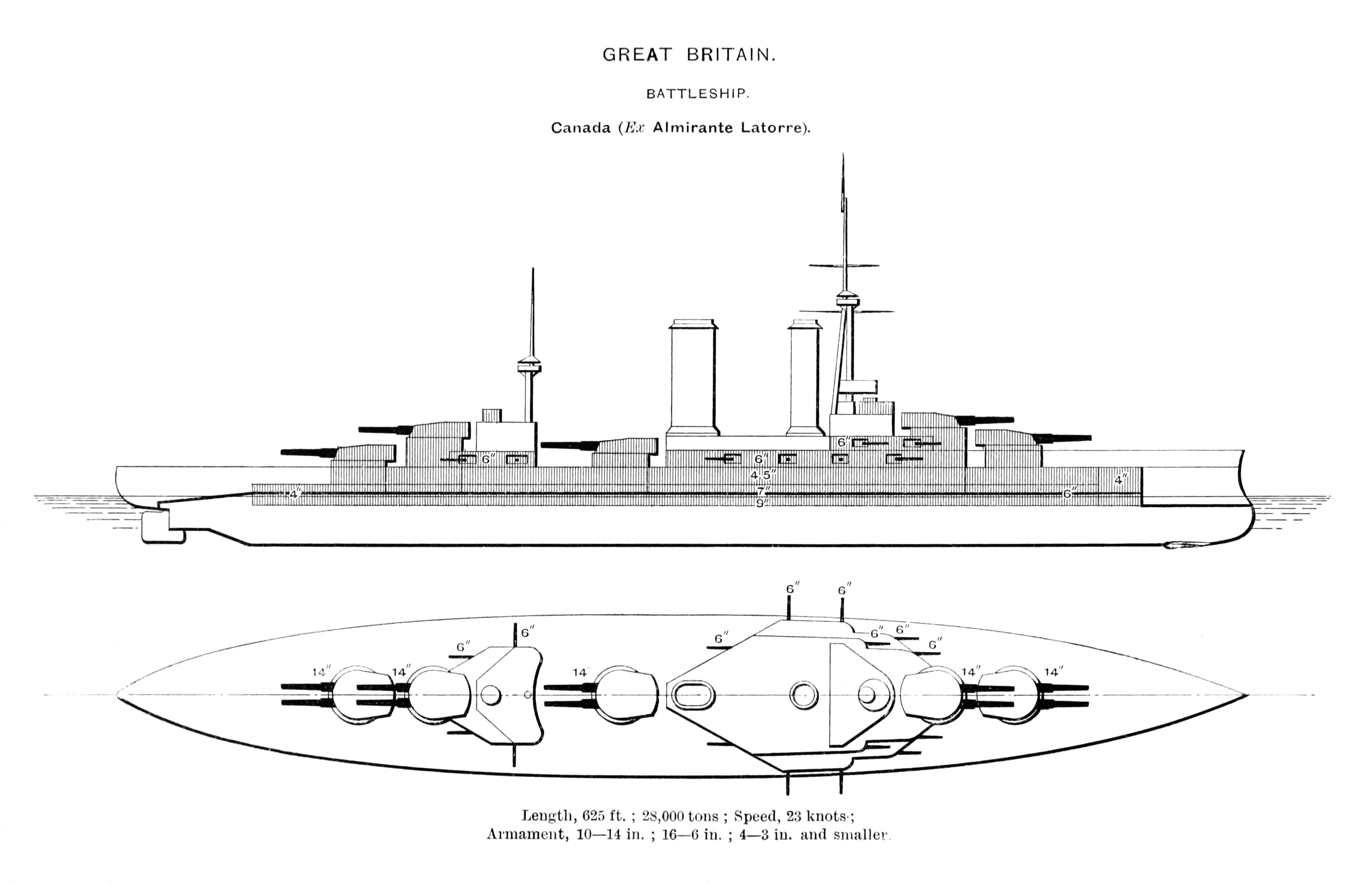
L'Almirante Latorre était le dernier dreadnought sud-américain construit et il était plus grand et mieux armé que ses rivaux. La disposition des cinq tourelles de 356 mm placées au centre du navire plutôt qu'en échelon permettait à la batterie principale de tirer une bordée complète sans endommager le navire,.